# Annette Schlünz
Annette Schlünz (née le 23 septembre 1964) est une musicienne et compositrice allemande.

## Biographie
Schlünz est née à Dessau, en Allemagne de l'Est. Elle étudie la musique à la Dresden Music School de 1983 à 1987 avec Udo Zimmermann et à l'Académie des arts de Berlin de 1988 à 1991 avec Paul-Heinz Dittrich. Elle a également étudié avec Iannis Xenakis à Darmstadt et Helmut Lachenmann à Stuttgart.
Schlünz occupe un poste de professeur au Centre de musique contemporaine de Dresde en 1987 et a enseigné à la Dresden Music School de 1987 à 1992. Elle fait ensuite une tournée de concerts et de conférences en Amérique du Sud en 1996 et apparaît également au Danemark, en France, en Espagne, aux États-Unis et au Vietnam en 2001. Elle a enseigné au studio de musique électronique de l’Académie des arts de Berlin, au colloque de Brandebourg, à l’Akademie Schloss Solitude de Stuttgart et à l’Académie allemande de la Villa Massimo à Rome. Elle était compositrice en résidence au Centre national de création musicale de GRAME à Lyon en 2005.
En 2012, elle enseigne la composition au Conservatoire de Strasbourg, où elle créé un stage de composition pour enfants et adolescents. Elle a également dirigé un atelier de composition à l’École de musique de Rosheim ainsi qu’à l’Université de Strasbourg et, depuis quatre ans, donne régulièrement des masterclasses de composition au festival IMPULS en Saxe-Anhalt. Aujourd’hui elle enseigne au sein de la classe de jeunes compositeurs à Dresde, avec laquelle le Conservatoire de Strasbourg effectue des échanges réguliers.

## Honneurs et récompenses
- Prix Hanns Eisler (1990[7])
- Heidelberg Artists Award (1998[7])
- Prix allemand de la critique de disque (1999, pour l'enregistrement de MOCCOLI par EMI Classics[7])
- Bourses à Darmstadt (1990, 1992)

## Œuvres
Annette Schlünz a composé de la musique pour la scène, les ensembles de chambre, la voix et les œuvres multimédias. Cette sélection d'œuvres comprend :
- Matka (opéra de chambre, livret de la compositrice, d'après Karel Capek), 1988–89
- Un jour d'été (théâtre pour enfants, texte par Pierre Garnier), 1996
- TagNachtTraumstaub (théâtre musical, textes de la compositrice, Matthias Roth, Ulrike Schuster), 1999–2000
- Picardie orchestra, 1992
- Fadensonnen small orchestra, 1993
- but you in it bass clarinet, tuba, orchestra, 2001–02
- Ornithopoesie choral (texte par Pierre Garnier), 1989
- Tender Buttons choral (textes par Matthias Roth, Pierre Garnier), 1997
- shaded piano, 1991
- String Trio - il pleut doucement sur la ville violon, alto, violoncelle, 1989
- night black, the blue hautbois, trombone, alto, violoncelle, contrebasse, piano, percussions, 1990
- pigeon blue shadows mingled flûte, guitare, 1990
- Et la pluie se - silent - orgue, 3 percussionnistes, 1994 (existe en version pour orgue et percussions, 2004)
- Dream herb flute, clarinette, violon, alto, violoncelle, contrebasse, piano, percussions, 1995
- With traces of water and salt voice 11 players, 1987
- Rose (texte par Ingeborg Bachmann), mezzo-soprano, piano, 1988
- The anti-Rose (texte par Yvan Goll, Claire Goll) soprano, violon, piano, 1995
- Violent customer - Gibbongesänge (texte par Ulrike Schuster), voix, bande électronique, 2001
- I see the dream of water, événements musicaux pour un ensemble mobile (texte par Pierre Garnier), 2 voix, récitants (1 acteur), percussions, sculptures (par Daniel Depoutot), 1995
- couloir de la solitude tape, installation (par Thierry Aue), 2000

Son travail a été enregistré et publié sur CD, notamment :
- Klage Daniel Morgenroth, récitant ; Friedrich Goldmann/Scharoun Ensemble (Aurophon/DZzM, 1992)
- verhalten, entgleiten, entfalten Reinbert Evers, guitare (Sächsische Tonträger/DZzM, 1994)
- Ach, es...[9] Michael Vogt, tuba (RéR, 1994)
- Traumkraut; Tout est rêver; Fadensonnen; Taubenblaue Schatten haben sich vermischt; Ornithopoesie; Et la pluie se mit à tomber Georg Mertens, flute; Volker Höh, guitar; Accroche-Note; Les Percussions de Strasbourg; Roland Kluttig/Thürmchen Ensemble; Klaus Bernbacher/Kammerensemble Pro Musica Nova Bremen; Roland Hayrabedian/Musicatreize Marseille (Wergo: 6539, 1998)
- Zarte Knöpfe Michael Gläser/Chœur de femmes de la radio bavaroise (Deutscher Musikrat: 5, 1998)
- la faulx de l'été Katja Reiser, magnétophones ; Tan Kutay, percussions (Carpe Diem: 16256, 1999)
- MOCCOLI Carola Schlüter, soprano; Ensemble Phorminx (EMI Classics: 26189, 1999)
- Unaufhörliche Schlaflosigkeit Michael Vogt, tuba (Villa Massimo, 1999)
- la faulx de l'été (seconde version) Carin Levine, flûte; Stefan Blum, percussions (Radio Bremen, 2005)
- ZEBRA Lenka Zupkova, pour violon électrique (Académie des Arts de Berlin, 2005)